# Li Žu-po
Li Žu-po (čínsky pchin-jinem Lǐ Rúbó, znaky 李如柏; 1553 –1619) byl generál působící v čínské říši Ming za vlády císaře Wan-liho. Pocházel z Liao-tungu, kde jeho otec Li Čcheng-liang sloužil jako vojenský velitel. Účastnil se Imdžinské války s Japonci v Koreji jako generál mingské expediční armády.

## Život
Li Žu-po se narodil v Tchie-lingu na poloostrově Liao-tung jako druhý syn Li Čcheng-lianga, generála velícího tamním vojskům. Rod Li byli dědiční důstojníci, vzdáleně korejského původu. Měli v Liao-tungu velký vliv a popularitu mezi vojáky, kromě Li Čcheng-lianga a Li Žu-poa byli schopnými generály i Žu-poův starší bratr Li Žu-sung a mladší Li Žu-čen, v armádě sloužili i další Čcheng-liangovi synové Li Žu-čang a Li Žu-mej a bratranec Li Žu-wu.
Li Žu-po sloužil v Liao-tungu a na čínsko-mongolské hranici. Po japonském útoku na Koreu roku 1592 byl jmenován jedním z generálů mingské expediční armády vyslané začátkem roku 1593 na pomoc Korejcům (armádě velel Lu Žu-sung), aktivně se účastnil bojů, bitev a obléhání. Po válce byl pekingskými hodnostáři kritizován za zdlouhavá a neúspěšná obléhání Japonci obsazených korejských měst na jihovýchodním pobřeží Koreje, proto poté nepostupoval v hodnostech a zůstal na relativně nevýznamném postavení v Liao-tungu.
Roku 1618 Nurhačiho dürčenská armáda zaútočila na Fu-šun a dobyla jej. Wan-li reagoval jmenováním Lu Žu-poa velitelem vojsk v Liao-tungu (a podřídil ho Jang Chaovi, současně pověřenému celkovým řízením obrany Liao-tungu) a přípravou odvetného tažení. Po rozsáhlé přípravě vyrazily na jaře 1619 do útoky čtyři mingské armády vedené generály (od severu k jihu) Ma Linem, Tu Sungem, Li Žu-poem a Liou Tchingem, celkové velení měl Jang Chao. Džürčeni postupně v sérii bitev porazili obě severní armády, Li Žu-po se poté na příkaz Jang Chaoa stáhl, načež Dürčeni porazili i Liou Tchinga. Po zničení většiny mingských armád byl obviněn ze zbabělosti a styků s nepřítelem, císař Wan-li stál na jeho straně, ale Li Žu-po se pod tlakem obvinění oběsil. Později ho císař Čchung-čen rehabilitoval. Li Žu-poovým nástupcem Wan-li jmenoval jeho mladšího bratra Li Žu-čena.